# Teresa de Lauretis

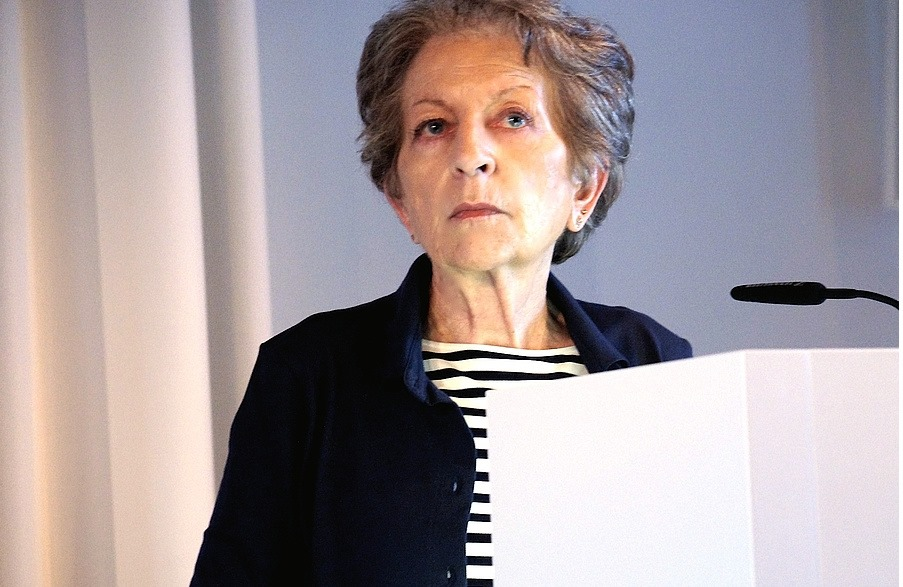
Teresa de Lauretis

Teresa de Lauretis (* 1938 in Bologna, Italien) ist eine italienisch-amerikanische Literaturwissenschaftlerin. Sie publiziert außerdem auf den Gebieten Filmtheorie, Semiotik und feministische Theorie und lieferte maßgebliche Beiträge zur Queer-Theorie.

## Leben
An der Wirtschaftsuniversität Luigi Bocconi in Mailand promovierte sie in Moderner Sprache und Literatur. Mitte der 1960er Jahre ging sie als junge Mutter in die Vereinigten Staaten, wo sie an einigen romanistischen Instituten arbeitete, bis sie 1968 an die University of Wisconsin–Milwaukee wechselte. Zu jener Zeit war diese das Zentrum der US-amerikanischen Rezeption der europäischen Filmtheorie.
Ab 1985 war sie im interdisziplinären History of Consciousness Program der University of California, Santa Cruz tätig, wo sie heute Professorin für die Geschichte des Bewusstseins ist.

## Veröffentlichungen
- Sui generis. Scritti di teoria femminista. Trans. Liliana Losi. Milan: Feltrinelli, 1996.
- The Practice of Love: Lesbian Sexuality and Perverse Desire. Bloomington: Indiana University Press, 1994. Deutsch: Die andere Szene. Psychoanalyse und lesbische Sexualität. Suhrkamp Verlag Frankfurt am Main, 1999.
- Differenza e indifferenza sessuale. Firenze: Estro Editrice, 1989.
- Technologies of Gender: Essays on Theory, Film, and Fiction. Bloomington: Indiana University Press, 1987.
- Alice Doesn't: Feminism, Semiotics, Cinema. Bloomington: Indiana University Press, 1984.
- Umberto Eco. Firenze: La Nuova Italia, 1981.
- La sintassi del desiderio: struttura e forme del romanzo sveviano. Ravenna: Longo, 1976.